# Полный привод: УАЗ 4x4
Полный привод: УАЗ 4×4 (UAZ Racing 4×4) — компьютерная игра в жанре автосимулятор. Создана российским разработчиком Avalon Style Entertainment.

## Описание игры
Официально игра заявлена как спортивный симулятор вождения внедорожника по труднопроходимой местности. На самом деле в игре достаточно простая аркадная физика, почти никак не отражающая реальное поведение автомобиля. Например, пониженная передача является единственным средством преодоления препятствий, которые невозможно проехать в обычном режиме и которые имеют строгое и заранее известное положение на трассе (в виде некоторой зоны). Грубо говоря, если машина въехала в такую зону и встала (а она обязательно встанет), то нужно нажать кнопку (пониженная передача), и машина поедет.
Представлена только одна марка машины — УАЗ, чем и определяется название игры. Модели машин в игре, а также их названия, соответствуют реальным.
Реализована модель повреждений автомобиля. Деньги на починку можно зарабатывать в гонках. Также деньги тратятся на установку дополнительного оборудования и улучшений: улучшения двигателя, трансмиссии, установка защитных каркасов, лебёдки и другое. В игре осуществлены основные внедорожные виды соревнований: триал, трофи-рейд, ориентирование, внедорожный спринт.
Все соревнования чемпионата проходят по локациям, окружением и погодными условиями отражающим реальные регионы России:
- Средняя полоса
- Байкал
- Карелия
- Камчатка
- Тайга

## Автомобили, представленные в игре
Стандартные:
- УАЗ-2206
- UAZ Hunter
- UAZ Patriot
- UAZ Pickup

Бонусные:
- UAZ Прототип
- UAZ Прототип 2
- УАЗ-469 «Милиция СССР»
- УАЗ-3962 (Скорая помощь)

## Дополнение
В конце 2006 года было разработано дополнение к игре «Полный привод: УАЗ 4×4», которое получило название «Уральский призыв».
Особенности дополнения:
- Новый труднопроходимый регион «Уральские горы»;
- Новые автомобили: УАЗ-3303 «Головастик», УАЗ-31514 «Командирский» и УАЗ-469 «Козёл»;
- Виртуальная кабина, регулятор давления шин, моделирование педали сцепления;
- Лебёдка — абсолютное оружие в борьбе с бездорожьем.

## Сиквел
В 2007 году вышла игра «Полный привод 2: Hummer».